# ハローサマー、グッドバイ
『ハローサマー、グッドバイ』（Hello Summer，Goodbye）はマイクル・コニイによるSF小説。
日本ではサンリオSF文庫より刊行されるものの、同レーベルの廃刊に伴い長らく絶版になっていたが、コーニイの死後イギリスのPS Publicing社から本作と続編が同時に刊行され、日本でもその物語としての完成度の高さから、一部の熱烈な支持を受け約30年の時を経て、新訳・再版された。
続編に『パラークシの記憶』( I Remember Pallahaxi)がある。

## あらすじ
本作は、太陽系外の惑星を舞台としており、登場人物は全て異星人である。主人公ドローヴが、あるひと夏の思い出を回想するかたちで語られる。
以下、本篇に関する重大な伏線が含まれるため、閲覧には注意を要する。
二大国アスタとエルトの戦争のさなか、エルトの首都アリカに住む少年ドローヴは、両親に連れられ港町パラークシの別荘へと向かった。両親との関係が冷え切っていたドローヴは、両親との旅行は乗り気ではなかったが、初恋の少女ブラウンアイズに会うために同行する。パラークシでは、ドローヴは母があてがった友人のウルフとともに小型帆船に乗ることになった。船乗りのシルヴァージャックから船を受け取ったドローヴは、ウルフに煽られ、準備をすることなく海へ出航する。途中、帆船は浸水してしまい、二人はなんとか岸にたどり着き、広い地下の水道管を進んで戻ろうとしたところで、ドローヴはブラウンアイズと再会する。ドローヴたちは水道管で出会ったブラウンアイズと、高慢なリボン、幼稚なスクウィントの姉弟とともに地上へと戻る。
ドローヴは後日、ウルフ、リボン、スクウィント、ブラウンアイズとともに、大指岬近辺を探検する。その途中、リボンが沼の氷魔に捕まり、足を取られてしまう。リボンはパニックに陥るが、ドローヴとロリンの力を借りることによって、脱出することができた。しかし、その間に一人で探検していたスクウィントが行方不明になってしまう。パラークシの人々は、スクウィントの父親ストロングアームを中心に、スクウィントを捜索した。ストロングアームらはスクウィントの痕跡が新缶詰工場に関係していることを発見するが、守衛に工場内部の捜索を頑なに拒否される。
パラークシの人々と政府との関係が悪化する中、海水が蒸発し粘り気を帯びるグルーム（粘流）の時期が到来する。グルームの到来によって、パラークシのための物資を搭載した政府の大型船〈イザベル〉が沈没したと報じられた。さらに、戦況が悪化しエルトの首都アリカが陥落、暫定的な政府所在地としてパラークシが選定されるが、人々と政府の対立は決定的になる。ドローヴはブラウンアイズとともにグルーム用のスキマー（小型艇）で出かけていたところ、〈イザベル〉がグルームにより浮上していたのを目撃する。二人は肉食の哺乳類のグルームライダーの群れに襲われ、ドローヴが負傷するが、ブラウンアイズはオールを振り回しドローヴの命を守った。〈イザベル〉にはスチーム砲と物資が積まれていた。二人はパラークシに戻りそのことを伝え、パラークシの人々は回収隊を結成する。二人は新缶詰工場にいるドローヴの父親にもその事実を伝えに行くが、ブラウンアイズは無理矢理ドローヴから引き離され、二人は工場のフェンスによって分断される。
その後、ドローヴが強引に新缶詰工場に閉じ込められた理由が、政務官のスローンより知らされる。天文学の研究により、この星に40年にわたる氷期がやってくることが判明した。新缶詰工場は政府の高官が氷期を逃れるために作ったシェルターであり、40年を乗り越えるための備蓄がされていた。両国はその事実に気づいたが、戦争を続けることによってその事実を隠蔽したのである。パラークシの人々も〈イザベル〉からアスタ製の物資が大量に発見されたことにより、両国の陰謀に気づいたが、まもなく氷期が到来してしまう。パラークシの人々はフェンス前に集まり寒さをしのごうとするが、一人、また一人とどこかへ消えて行ってしまう。ブラウンアイズとドローヴは諦めず、フェンス越しに話したり手を繋いだりするが、ある日、ついにパラークシの人々が全員フェンスの前から姿を消した。その後、ドローヴは寒さに関するある事実に気が付き、ブラウンアイズの幻に導かれ、極寒の外に出て行った。まもなくロリンがやってきて、ドローヴは氷期から守られた。

## 登場人物
本作の登場人物の名称は「出身地の地名」＋「名前」で統一されている。以下、名前は出身地順。

### アリカ
アリカ・ドローヴ
本作の主人公の少年で、小説は彼の回想の形で語られている。両親を嫌っており、家庭内でやや孤立した状態にある。パラークシ・ブラウンアイズに恋愛感情を抱いており、彼女に会うために両親に同行してパラークシへと向かう。ロリンのことが好きである。

バート
ドローヴの父親であり、エルトの広報大臣の事務局長。家族に対して権威的に振舞う。

フェイエット
ドローヴの母親。無知で多弁なことからドローヴに疎まれている。ドローヴに相応しい友人をあてがい、身分を利用して割当制を無視して買い物をするなど、一般大衆との付き合いを嫌う。

ズー伯母さん
モーター車の燃料切れによりドローヴとともに路頭に迷い、ロリンに頼るというドローヴの提案を無視して進んだ結果、寒さにより発狂して死亡する。

### パラークシ
パラークシ・ブラウンアイズ
パラークシの宿屋・飲食店〈黄金のグルームワタリ鳥亭〉の店主ガースの娘。ドローヴの初恋の人であり、ブラウンアイズ自身もドローヴに好意を持っている描写がある。

リボン
パラークシの美人の少女。両親に自分は美人だと言われ育てられてきたため、高慢で嫌味な性格。しかしドローヴとの交際を通じて、高慢さは薄れてゆく。

スクウィント
リボンの弟。幼稚で向こう見ずな性格で、大指岬で一人で行動している最中、行方不明になる。

ストロングアーム
リボンの父親。パラークシの人々の中のリーダー的存在であり、政府との対立が高まるにつれ街を代表する存在になる。

シルヴァージャック
パラークシの船乗りであり、船大工として造船所を持つ。アスタとの密輸事件に関わっており、後に大指岬の崖の下で死体で発見される。

### その他
ドレバ・ウルフ
役人の子で、ドローヴの友人としてフェイエットにあてがわれた少年。礼儀正しいが、ドローヴから疎まれている。リボンに好意を持っている。

ホーロックス・メストラー
新缶詰工場の役人。パラークシの人々と政府の間を仲介している。ドローヴに好意的に接し、グルームに関する天文的事実を伝えるなどする。スチームトラックのボイラー爆発に巻き込まれ死亡する。

ゼルトン・スローン
政務官。パラークシに政府が移転した際にバートの別荘に同居することになる。ドローヴに天文学的な真実を伝える。

## 用語
ラックス
太陽フューとともに惑星を周回する星であり、厳しい寒さをもたらすことから「死の惑星」とも呼ばれる。本作の登場人物たちは寒さに強い恐怖感を抱いており、「凍える」「寒い」などは罵倒語として用いられている。その中でもラックスは最上級の罵倒に用いられる。

グルーム
一年間のある時期に、海水がフューの熱によって蒸発し粘り気を帯びた流体になる現象。通常の船では航行が不可能になり、平底のグルームスキマーと呼ばれる船を用いて航行する。

ロリン
精神感応能力を持つとされる小型の哺乳類。

氷魔（アイスデビル）
湖や池に生息している生物で、水辺の獲物を水面を凍らせることにより捕食する。小型のものは氷小魔（アイスゴブリン）と呼ばれ、ガラスの小瓶に入れて飼育することができる。

## 書誌情報

### 邦訳
- サンリオSF文庫版 - 1980年、千葉薫訳
- 河出文庫版 - 2008年、山岸真訳。ISBN 978-4-309-46308-7

### 原語版
- Gollancz社版 - 1975年、ISBN　0-575-01974-3
- PS Publishing社版（I Remember Pallahaxiとの同時刊行）- 2007年、PS Publishing。ISBN 978-1-905834-54-9

### 翻訳版[3]
- フランス語訳：Albin Michel社版"Rax" 1977年　ISBN 2-226-00571-4
- ドイツ語訳：Heyne社版"Der Sommer geht" 1979年、ISBN 3-453-30592-2